# Patrick Ryan
Patrick "Pat"/"Paddy" James Ryan (Old Pallas, Limerick, Irlanda, 4 de gener de 1881 – Limerick, 2 de febrer de 1965) va ser un atleta irlandès de naixement, però estatunidenc d'adopció, especialista en llançament de martell, que va competir a començaments del segle XX i que va representar els Estats Units als Jocs Olímpics d'Anvers de 1920.
Ryan va guanyar el seu primer títol irlandès de martell el 1902, quan va superar a Tom Kiely. El 1910 Ryan emigrà als Estats Units. Després d'aconseguir la tercera posició al campionat de l'AAU de 1911, el 1912 fou segon i el 1913 ja va guanyar el títol. Amb l'excepció de 1918 quan va estar lluitant a Europa amb l'Exèrcit dels Estats Units, va guanyar el títol de l'AAU cada any de 1913 fins al 1921, quan es va retirar.
En els seus primers moments a Nova York treballà com a capatàs d'obra, però posteriorment entrà al cos de policia de la ciutat. No va arribar a temps d'obtenir la nacionalitat estatunidenca per participar en els Jocs de 1912. El 1913 va establir el primer rècord del món reconegut per l'IAAF en llançament de martell amb un llançament de 57,77 metres. Aquest rècord mundial fou vigent durant 25 anys [2] i com a rècord estatunidenc durant quaranta anys, fins al juliol de 1953, quan Martin Engel el millorà.
El 1920 va prendre part en els Jocs d'Anvers, on va disputar dues proves del programa d'atletisme. Va guanyar la medalla d'or en la prova del llançament de martell i la de plata en el llançament de pes de 25 kg.
El 1924 va tornar a Irlanda per fer-se càrrec de la granja familiar, on va romandre fins a la seva mort, el 1964

## Millors marques
- llançament de martell. 57,77 metres (1913)[1][2]